# 赫氏異齒谷鱂
赫氏異齒谷鱂，為輻鰭魚綱鯉齒目鯉齒亞目谷鱂科的其中一種，為熱帶淡水魚，分布於中美洲墨西哥加里斯科州淡水流域，為特有種，體長可達6公分，棲息在底中層水域，生活習性不明。

## 擴展閱讀
維基物種上的相關：赫氏異齒谷鱂